# Rubén Stolek
Rubén Enrique Stolek (n. Płock, Polonia; 1891-f. Buenos Aires, Argentina; 19 de diciembre de 1967) fue un ajedrecista, empresario y productor polaco que trabajó por años en el medio artístico argentino. Su esposa fue la primera actriz Berta Singerman y su cuñada Paulina Singerman.

## Carrera
Stolek fue un intelectual inmigrante judío que desarrolló su profesión de empresario y productor al lado de su esposa. Además de ser un eximio ajedrecista fue secretario de uno de los más altos jefes del Ferrocarril Oeste de Buenos Aires.
También era un excelente taquígrafo en castellano y sobre todo en inglés y alemán, idiomas que aprendió durante su estadía con sus tíos en Alemania y Londres. 
Contrajo matrimonio con la actriz Berta Singerman cuando ella tenía tan solo 18 años en 1923. La conoció cuando Berta tenía 15 años, y él el doble de su edad, ella lo solía llamar con el nombre de Henry. Inmediatamente reconoció sus dotes para la actuación y reemplazó al padre de Singerman en función de guía y mánager personal de la actriz. Debido al gran nivel cultural que tenía Stolek ayudó a difundir el talento de Berta a varios amigos literarios, integrando el grupo Anaconda, del que hacían parte el escritor Horacio Quiroga, la poeta Alfonsina Storni, Emilia Bertolé, Arturo Capdevila y otros pintores y artistas.
En la década de 1920 viajó con Berta por España, donde se presenta al público español en el madrileño Teatro de la Comedia, y luego a Chile, donde lo hizo en Teatro Municipal.
Siempre acompañando a su mujer en su profesión solía asistir a a todos los homenajes que se le brindaban y, más aún, llegó recibir un premio de manos de él. 
Tras su muerte ocurrida el martes 19 de diciembre de 1967, muchos intelectuales de América[¿quién?] lo consideraron como el autor del "Milagro de la Singerman", ya que gran parte de su carrera se lo debió a él.